# TOWNPLACE WEST KOWLOON
TOWNPLACE WEST KOWLOON 是新鴻基地產旗下住宅租賃品牌「TOWNPLACE 本舍」的全新西九旗艦項目，位於九龍長沙灣荔盈街10號，提供全新的「Aparthotel」（服務式公寓 x 酒店）長短租賃混合模式租住概念。項目預計為2023年下半年落成。
項目提供總數843個單位，主要提供多種開放式及一房戶型單位，亦設有部分兩房和三房選擇，單位面積由242平方呎－860平方呎不等，部份單位連寬敞露台。TOWNPLACE WEST KOWLOON 的所有房間均由專業設計團隊精心設計：分別為國際知名的室內設計公司 Conran and Partners 以及本地備受矚目的建築設計公司 LAAB Architects。

## 歷史
可建面積約為374,271平方呎。政府在2017年10月30日截標時共有10個財團入標。其後地政總署公布地皮由新鴻基以50.6億元投得，每呎地價達1.35萬元，較市場估值上限價還要大幅高逾三成，並為政府賣地歷來最貴純酒店用地。

## 設施
項目設有零售及餐飲設施。外面設有本舍碼頭及海濱長廊。

## 商場
TOWNPLACE WEST KOWLOON設有基座商場，共有三層，名為SOHO WEST，面積約50,000方呎。租戶包括大快活、牛奶冰室、Terrace in Seaside、%Arabica及屈臣氏等。SOHO WEST於2024年8月開幕。

## 附近
- 維港匯
- 凱樂苑
- 海盈邨
- 長沙灣副食品批發市場

## 外部連結
- TOWNPLACE WEST KOWLOON 官方網頁 （页面存档备份，存于）
- TOWNPLACE 本舍 官方網站 （页面存档备份，存于）
- TOWNPLACE 本舍 官方網站 新聞稿 （页面存档备份，存于）